# Окислення вод Світового океану

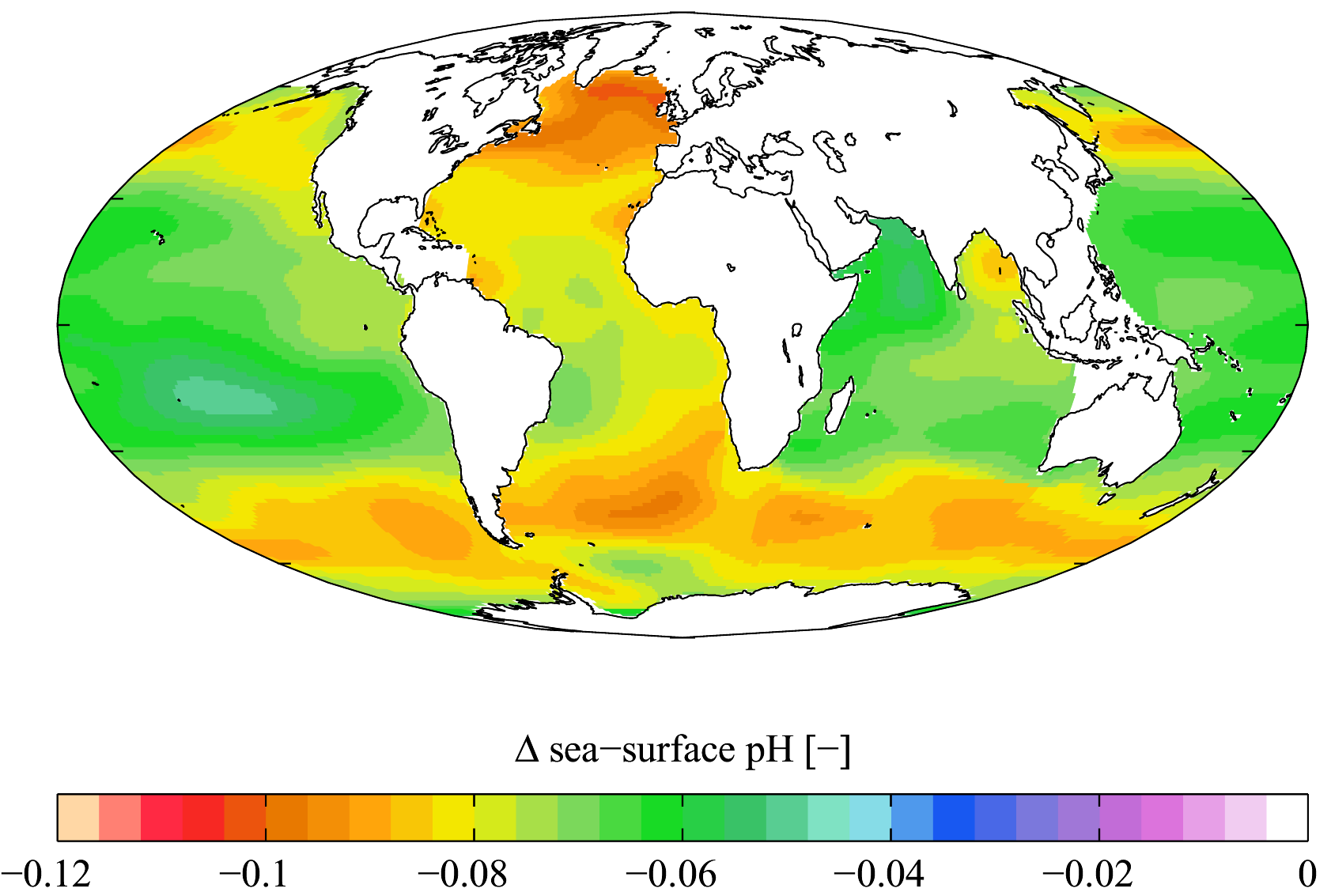
Зміни pH морської води в період з 1700 по 1990 роки

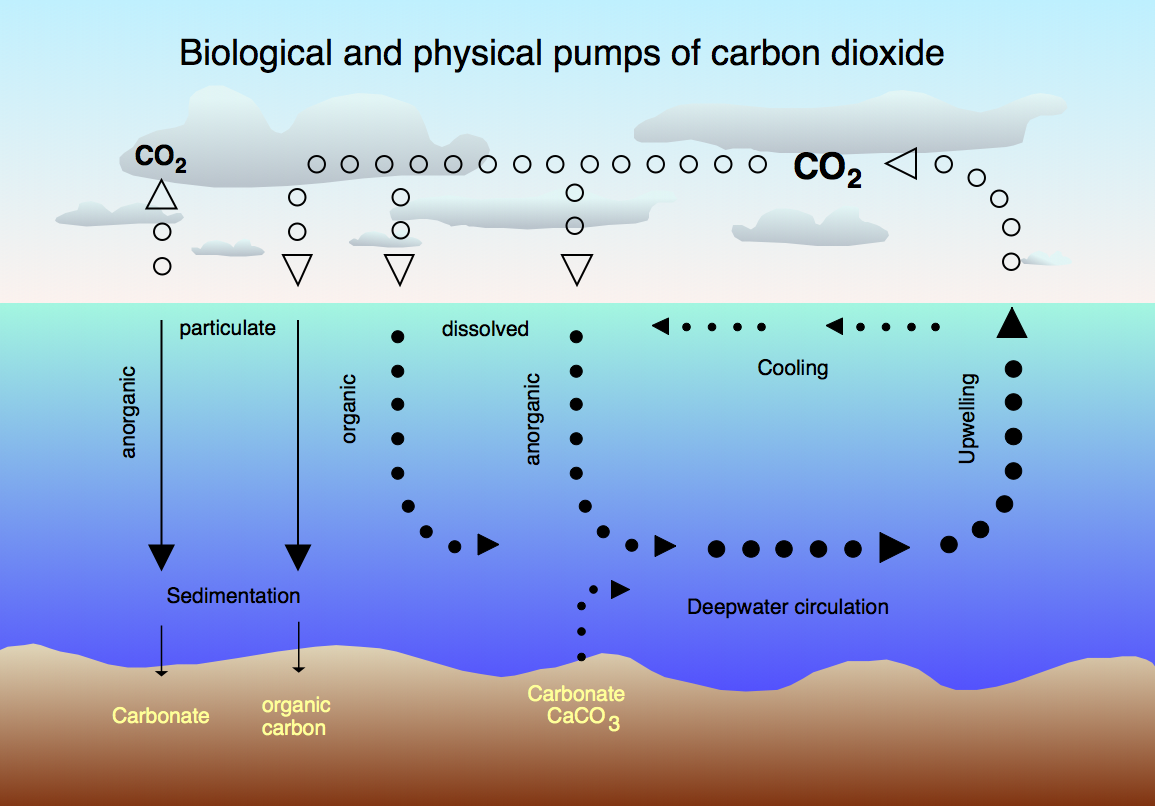
Цикл CO_{2} між атмосферою і океаном

Закислення вод Світового океану (англ. ocean acidification) — зниження показника pH, викликане потраплянням в океан вуглекислого газу з атмосфери Землі. В основі процесів, що призводять до закислення океану, лежить наступна хімічна реакція:
Поряд з глобальним потеплінням цей процес є наслідком діяльності людини. У той час як в атмосфері парникові гази призводять до підвищення температури, у воді вони вступають в хімічні реакції. При цьому в реакції окислення бере участь виключно оксид вуглецю, в той час як в процесі парникового ефекту беруть участь також метан і оксид азоту.
Наступна таблиця дає уявлення про швидкість процесу закислення океанів:
| Час                                  | pH     | Зміни pH відносно доіндустріального періоду | Джерела                             | H+ зміни концентрації відносно доіндустріального періоду |
| ------------------------------------ | ------ | ------------------------------------------- | ----------------------------------- | -------------------------------------------------------- |
| Доіндустріальна ера (XVIII століття) | 8,179  |                                             | польовий аналіз[відсутнє в джерелі] |                                                          |
| Недавнє минуле (1990-ті)             | 8,104  | −0,075                                      | поле                                | +18,9 %                                                  |
| Сучасний рівень                      | ~8,069 | −0,11                                       | поле                                | +28,8 %                                                  |
| 2050 (2×CO2 560 ppm)                 | 7,949  | −0,230                                      | модель                              | +69,8 %                                                  |
| 2100 (IS92a)                         | 7,824  | −0,355                                      | модель                              | +126,5 %                                                 |

У 2014 році Всесвітня метеорологічна організація вперше включила в щорічний звіт про парникові гази спеціальний розділ про закислення океану. У звіті наголошується, що поточна швидкість підвищення кислотності океану є максимальною за останні 300 мільйонів років і, за прогнозами, буде тільки збільшуватися як мінімум до середини ХХІ століття.

Зміни в карбонатній системі океанічної води у зв'язку с закисленням океанів

Наслідки окислення стосуються, насамперед, живих організмів, чиї раковини утворені з вуглекислого кальцію. В результаті окислення слабшає їхня здатність утворювати раковини. Так як ці види часто служать основою харчових ланцюгів в океанах, наступні серйозні наслідки можуть торкнутися морських тварин, а в майбутньому і людей.
Схвалена сімдесятьма Академіями наук усього світу, червнева Заява 2009 року, виголошена Міжакадемічною групою з міжнародних проблем (IAP) стверджує наступне:
|  | Нинішні темпи змін набагато швидші, ніж в будь-який період протягом останніх 65 мільйонів років. Ці зміни в хімії океану будуть незворотними протягом багатьох тисяч років, а їхні біологічні наслідки можуть тривати набагато довше. |

У міру того, як поверхневі води стають більш кислими, все більш важкою справою для таких форм морського життя, як корали та молюски, стає формування жорстких оболонок, необхідних їм для виживання, при тому що рифи надають прихисток для більш ніж 25 % всіх океанічних видів. Крихітні істоти птероподи, що є основою багатьох морських харчових ланцюгів, також можуть бути серйозно порушені. Деградація цих видів — основи морських екосистем може призвести до краху цих систем з руйнівними наслідками для мільйонів людей в спільнотах, які залежні від них.
IAP також заявляє, що якщо рівень атмосферного СО2 досягне 550 ppm в ході його швидкого зростання від доіндустріального рівня в 280 ppm, коралові рифи по всьому світу можуть просто розчинитись.
Вчені зі Школи морських і атмосферних наук імені Розенштейля при Університеті Маямі дослідили вплив окислення океану на личинки кобії (Rachycentron canandum), вкрай активної тропічної риби з ряду окунеподібних.
Команда вчених виростила дорослих риб цього виду в окремих резервуарах з різними рівнями насичення води вуглекислим газом, простеживши за ходом росту, розвитку та подальшої активності риб, вирощених у різних умовах.
Як з'ясувалося, кобія виявляє відмінну стійкість до того рівня вмісту вуглекислого газу у воді, який був характерний для світового океану наприкінці минулого століття. Ріст, розвиток і діяльність риб, вирощених в цих умовах, був абсолютно нормальний. Тим не менш, при збільшенні концентрації вуглекислого газу вчені спостерігали аномалії в розвитку. Так, зменшився розмір їх личинок, а затримка в розвитку особин становила 2-3 дні. Крім того, вони виявили у цих риб дефекти у розвитку отолітів, що може свідчити про нездатність повної адаптації кобії до окислення океану.

## Виноски
1. 1 2 3  Orr, James C.; et al. (2005). Anthropogenic ocean acidification over the twenty-first century and its impact on calcifying organisms (PDF). Nature. 437 (7059): 681—686. Bibcode:2005Natur.437..681O. doi:10.1038/nature04095. PMID 16193043. Архів (PDF) оригіналу за 25 червня 2008. Процитовано 9 грудня 2014.
2. 1 2  Key, R. M.; Kozyr, A.; Sabine, C. L.; Lee, K.; Wanninkhof, R.; Bullister, J.; Feely, R. A.; Millero, F.; Mordy, C. and Peng, T.-H. (2004). A global ocean carbon climatology: Results from GLODAP. Global Biogeochemical Cycles. 18 (4): GB4031. Bibcode:2004GBioC..18.4031K. doi:10.1029/2004GB002247.
3. ↑  «Ocean acidification and the Southern Ocean» by the Australian Antarctic Division of the Australian Government
4. ↑  EPA weighs action on ocean acidification post at official blog of EPOCA, the European Project on Ocean Acidification
5. ↑  Review of Past IPCC Emissions Scenarios, IPCC Special Report on Emissions Scenarios (ISBN 0521804930).
6. ↑  Record Greenhouse Gas Levels Impact Atmosphere and Oceans. World Meteorological Organization. 09.09.2014. Архів оригіналу за 19.09.2014. Процитовано 21 вересня 2014.